# بارنی ویلیامز (قایقران)
بارنی ویلیامز (انگلیسی: Barney Williams؛ زادهٔ march ۱۳, ۱۹۷۷ (۴۸ سال)) ورزشکار روئینگ اهل کانادا است.
وی در مسابقات کشوری و بین‌المللی در مجموع برندهٔ ۱ مدال نقره شده‌است.